# Khalid Al Qassimi
Khalid Al-Qassimi (in arabo خالد القاسمي‎?, Khālid al-Qāsimī; Abu Dhabi, 18 febbraio 1972) è un pilota di rally emiratino.

## Biografia
Ha vinto il FIA's Middle East Rally Championship nel 2004. Alla prima apparizione nel campionato del mondo rally 2007 con il BP Ford World Rally Team al rally di Finlandia conclude al 16º posto un'ottima gara. Contemporaneamente Abu Dhabi annuncia lo schieramento della terza Focus WRC nel mondiale rally. Navigato da Nicky Beech, Khalid Al Qassimi partecipa al Neste Oil Rally Finland, all'ADAC Rallye Deutschland, al Rally RACC Catalunya-Costa Daurada e al rally d'Irlanda.

## Risultati nel mondiale rally

### WRC
| 2004 | Scuderia | Vettura                |  |  |  |  |  |    |     |  |  |  |  |  |  |  |  |     | Punti | Pos. |
| ---- | -------- | ---------------------- |  |  |  |  |  | -- | --- |  |  |  |  |  |  |  |  | --- | ----- | ---- |
| 2004 |          | Subaru Impreza WRX STi |  |  |  |  |  | 20 | Rit |  |  |  |  |  |  |  |  | Rit | 0     |      |

| 2005 | Scuderia | Vettura                |  |  |  |  |  |  |    |  |  |  |  |  |  |  |  |  | Punti | Pos. |
| ---- | -------- | ---------------------- |  |  |  |  |  |  | -- |  |  |  |  |  |  |  |  |  | ----- | ---- |
| 2005 |          | Subaru Impreza WRX STi |  |  |  |  |  |  | 33 |  |  |  |  |  |  |  |  |  | 0     |      |

| 2006 | Scuderia           | Vettura                |  |  |  |  |  |  |  |    |  |  |  |    |  |  |  |  | Punti | Pos. |
| ---- | ------------------ | ---------------------- |  |  |  |  |  |  |  | -- |  |  |  | -- |  |  |  |  | ----- | ---- |
| 2006 | Subaru Team Quasys | Subaru Impreza WRX STi |  |  |  |  |  |  |  | 23 |  |  |  | 13 |  |  |  |  | 0     |      |

| 2007 | Scuderia              | Vettura           |  |  |  |  |  |  |  |  |    |    |  |    |  |  |    |  | Punti | Pos. |
| ---- | --------------------- | ----------------- |  |  |  |  |  |  |  |  | -- | -- |  | -- |  |  | -- |  | ----- | ---- |
| 2007 | Ford World Rally Team | Ford Focus RS WRC |  |  |  |  |  |  |  |  | 16 | 16 |  | 14 |  |  | 15 |  | 0     |      |

| 2008 | Scuderia | Vettura           |    |    |  |  |   |    |    |  |    |    |  |    |    |  |    |  | Punti | Pos. |
| ---- | -------- | ----------------- | -- | -- |  |  | - | -- | -- |  | -- | -- |  | -- | -- |  | -- |  | ----- | ---- |
| 2008 | M-Sport  | Ford Focus RS WRC | 16 | 26 |  |  | 9 | 16 | 12 |  | 11 | 14 |  | 21 | 12 |  | 16 |  | 0     |      |

| 2009 | Scuderia | Vettura           |   |  |   |   |  |    |   |  |   |    |    |    |  |  |  |  | Punti | Pos. |
| ---- | -------- | ----------------- | - |  | - | - |  | -- | - |  | - | -- | -- | -- |  |  |  |  | ----- | ---- |
| 2009 | M-Sport  | Ford Focus RS WRC | 8 |  | 8 | 8 |  | 15 | 6 |  | 9 | 19 | 14 | 19 |  |  |  |  | 6     | 12º  |

| 2010 | Scuderia | Vettura           |    |  |  |  |  |   |  |     |   |     |    |   |    |  |  |  | Punti | Pos. |
| ---- | -------- | ----------------- | -- |  |  |  |  | - |  | --- | - | --- | -- | - | -- |  |  |  | ----- | ---- |
| 2010 | M-Sport  | Ford Focus RS WRC | 13 |  |  |  |  | 9 |  | Rit | 8 | Rit | 13 | 7 | 11 |  |  |  | 12    | 12º  |

| 2011 | Scuderia | Vettura           |    |  |    |   |    |  |  |    |  |   |    |    |  |  |  |  | Punti | Pos. |
| ---- | -------- | ----------------- | -- |  | -- | - | -- |  |  | -- |  | - | -- | -- |  |  |  |  | ----- | ---- |
| 2011 | M-Sport  | Ford Focus RS WRC | 10 |  | 14 | 8 | 13 |  |  | 14 |  | 5 | 12 | 12 |  |  |  |  | 15    | 14º  |

| 2013 | Scuderia       | Vettura         |  |     |  |   |  |     |    |  |    |   |  |    |  |  |  |  | Punti | Pos. |
| ---- | -------------- | --------------- |  | --- |  | - |  | --- | -- |  | -- | - |  | -- |  |  |  |  | ----- | ---- |
| 2013 | Citroën Racing | Citroën DS3 WRC |  | Rit |  | 9 |  | Rit | 10 |  | 11 | 9 |  | 11 |  |  |  |  | 5     | 21º  |

| 2014 | Scuderia                 | Vettura         |  |    |  |    |  |    |  |  |  |  |  |    |  |  |  |  | Punti | Pos. |
| ---- | ------------------------ | --------------- |  | -- |  | -- |  | -- |  |  |  |  |  | -- |  |  |  |  | ----- | ---- |
| 2014 | Citroën World Rally Team | Citroën DS3 WRC |  | 16 |  | 13 |  | 10 |  |  |  |  |  | 15 |  |  |  |  | 1     | 29º  |

| 2015 | Scuderia                 | Vettura         |  |  |    |   |    |    |  |    |  |  |  |    |  |  |  |  | Punti | Pos. |
| ---- | ------------------------ | --------------- |  |  | -- | - | -- | -- |  | -- |  |  |  | -- |  |  |  |  | ----- | ---- |
| 2015 | Citroën World Rally Team | Citroën DS3 WRC |  |  | 11 | 6 | 24 | 10 |  | 16 |  |  |  | 15 |  |  |  |  | 9     | 13º  |

| 2016 | Scuderia                         | Vettura         |  |    |  |  |    |  |  |    |  |   |  |    |  |  |  |  | Punti | Pos. |
| ---- | -------------------------------- | --------------- |  | -- |  |  | -- |  |  | -- |  | - |  | -- |  |  |  |  | ----- | ---- |
| 2016 | Abu Dhabi Total World Rally Team | Citroën DS3 WRC |  | 19 |  |  | 26 |  |  | 16 |  | C |  | 12 |  |  |  |  | 0     |      |

| 2017 | Scuderia                    | Vettura        |  |  |  |  |  |    |  |  |    |  |    |    |  |  |  |  | Punti | Pos. |
| ---- | --------------------------- | -------------- |  |  |  |  |  | -- |  |  | -- |  | -- | -- |  |  |  |  | ----- | ---- |
| 2017 | Citroën Total Abu Dhabi WRT | Citroën C3 WRC |  |  |  |  |  | 17 |  |  | 16 |  | 17 | 22 |  |  |  |  | 0     |      |

| 2018 | Scuderia                    | Vettura        |  |  |  |  |    |  |  |    |  |    |  |    |  |  |  |  | Punti | Pos. |
| ---- | --------------------------- | -------------- |  |  |  |  | -- |  |  | -- |  | -- |  | -- |  |  |  |  | ----- | ---- |
| 2018 | Citroën Total Abu Dhabi WRT | Citroën C3 WRC |  |  |  |  | 14 |  |  | 37 |  | 15 |  | 21 |  |  |  |  | 0     |      |

| Legenda | 1º posto | 2º posto | 3º posto | A punti | Senza punti | Ritirato | Squalificato | NP=Non partito C=Gara cancellata | Apice=Power stage |

### P-WRC
| 2006 | Scuderia | Vettura                |  |  |  |  |  |  |  |  |  |  |  |   |  |  |  |  | Punti | Pos. |
| ---- | -------- | ---------------------- |  |  |  |  |  |  |  |  |  |  |  | - |  |  |  |  | ----- | ---- |
| 2006 |          | Subaru Impreza Sti N11 |  |  |  |  |  |  |  |  |  |  |  | 3 |  |  |  |  | 6     | 11º  |

| Legenda | 1º posto | 2º posto | 3º posto | A punti | Senza punti | Ritirato | Squalificato | NP=Non partito C=Gara cancellata | Apice=Power stage |